# Convento de la Anunciación (Salamanca)
El convento de la Anunciación más conocido como Las Úrsulas es un convento franciscano femenino situado en la ciudad de Salamanca, en el Paseo de las Úrsulas. Situado en el coro bajo de la iglesia se encuentra un pequeño pero interesante museo.

## Historia

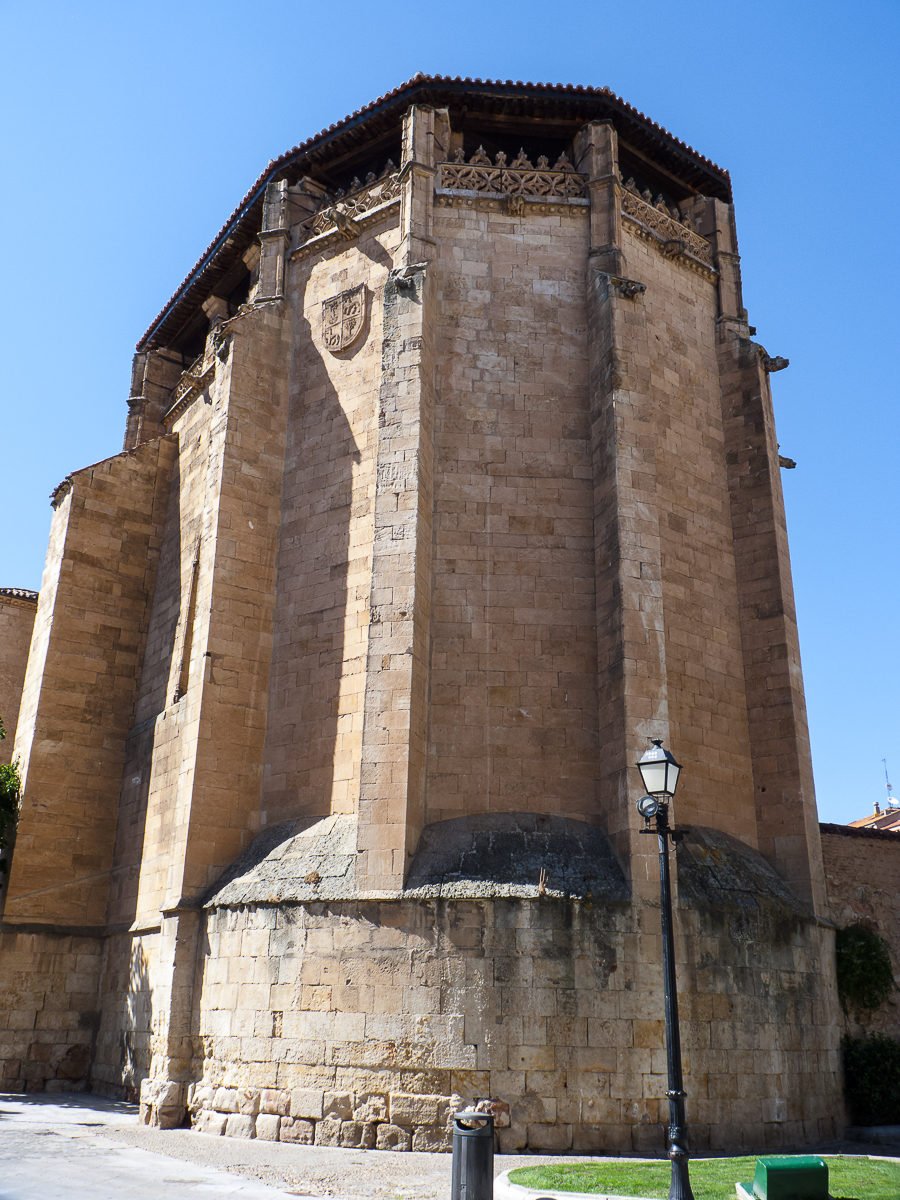
El característico ábside gótico del convento

El convento de Santa Úrsula fue fundado por Sancha Maldonado entre 1460 y 1470, confirmándose la erección del monasterio por bula papal otorgada por Sixto IV en 1480. El convento se destinó a las Hermanas de la Tercera Orden de San Francisco. 
El edificio original no es el que ha llegado hasta nuestros días, sabiéndose de él que era de pequeñas dimensiones. Mediante la bula papal referida cambió su advocación de Santa Úrsula a la de la Anunciación de Santa María.
Surgió pronto la necesidad de ampliar el edificio, contando con el patrocinio de Alonso II de Fonseca, arzobispo de Santiago y posteriormente Patriarca de Alejandría, y sobrino de la fundadora, que pretendía establecer en el convento su capilla funeraria. 
El proyecto del arzobispo Fonseca conllevaba una magnificencia contraria a la austeridad predicada por la Orden Franciscana. Por tal motivo contó con la oposición de Jaime de Atienza, provincial de la de Santiago y doctor en la Universidad de Salamanca, muerto en 1486 y sucedido en el cargo por Juan Tamarit, que rechazó la jurisdicción sobre este convento en beneficio del Arzobispado de Santiago, como deseaba Alonso de Fonseca.
En abril de 2018 la congregación abandonó el convento, debido al escaso número de religiosas que quedaban en la comunidad y a la falta de nuevas vocaciones. La Fundación Las Edades del Hombre ha firmado un acuerdo con la Federación del Sagrado Corazón de Jesús de las Hermanas pobres de Santa Clara (Clarisas) para gestionar los espacios deshabitados de la orden, entre los que se encuentra el Convento de las Úrsulas. Se realizará fase de análisis de aspectos religiosos, culturales, sociales y económicos para elaborar el plan de gestión del monumento.
Hasta 2019 la iglesia del convento acogió las imágenes con las que la Seráfica Hermandad de Nazarenos del Santísimo Cristo de la Agonía procesiona desde esta iglesia la tarde del Jueves Santo.

## Arte y arquitectura

### Fachada
El convento presenta tres puertas en la fachada sur del mismo correspondiendo dos de ellas, gemelas, a la iglesia y la tercera, más hacia los pies, al convento en sí. 
Las puertas gemelas se abren en dos tramos de la nave, son barrocas y realizadas por Jerónimo García de Quiñones en 1722. La estructura general presenta puerta adintelada con moldurón barroco, flanqueada por pilastras jónicas coronadas por entablamento con metopas y trigligos y frontón triangular partido. En la primera puerta el frontón alberga el escudo de Fonseca con la Cruz Patriarcal y el tocado arzobispal. Las metopas del friso presentan iconos alusivos a María y el dintel una cartela con los brazos de Cristo y San Francisco cruzados, emblema de la orden franciscana. La segunda puerta presenta el escudo del Conde de Monterrey y Virrey de Nápoles con la Cruz de Santiago, las metopas del friso se decoran con florones barrocos y en el entablemento otra cartela con iconografía típicamente franciscana, las Cinco llagas.
La pequeña puerta del convento destaca, por su austeridad y está coronada por una escultura gótica representando a un ángel sosteniendo el escudo arzobispal.

### Iglesia

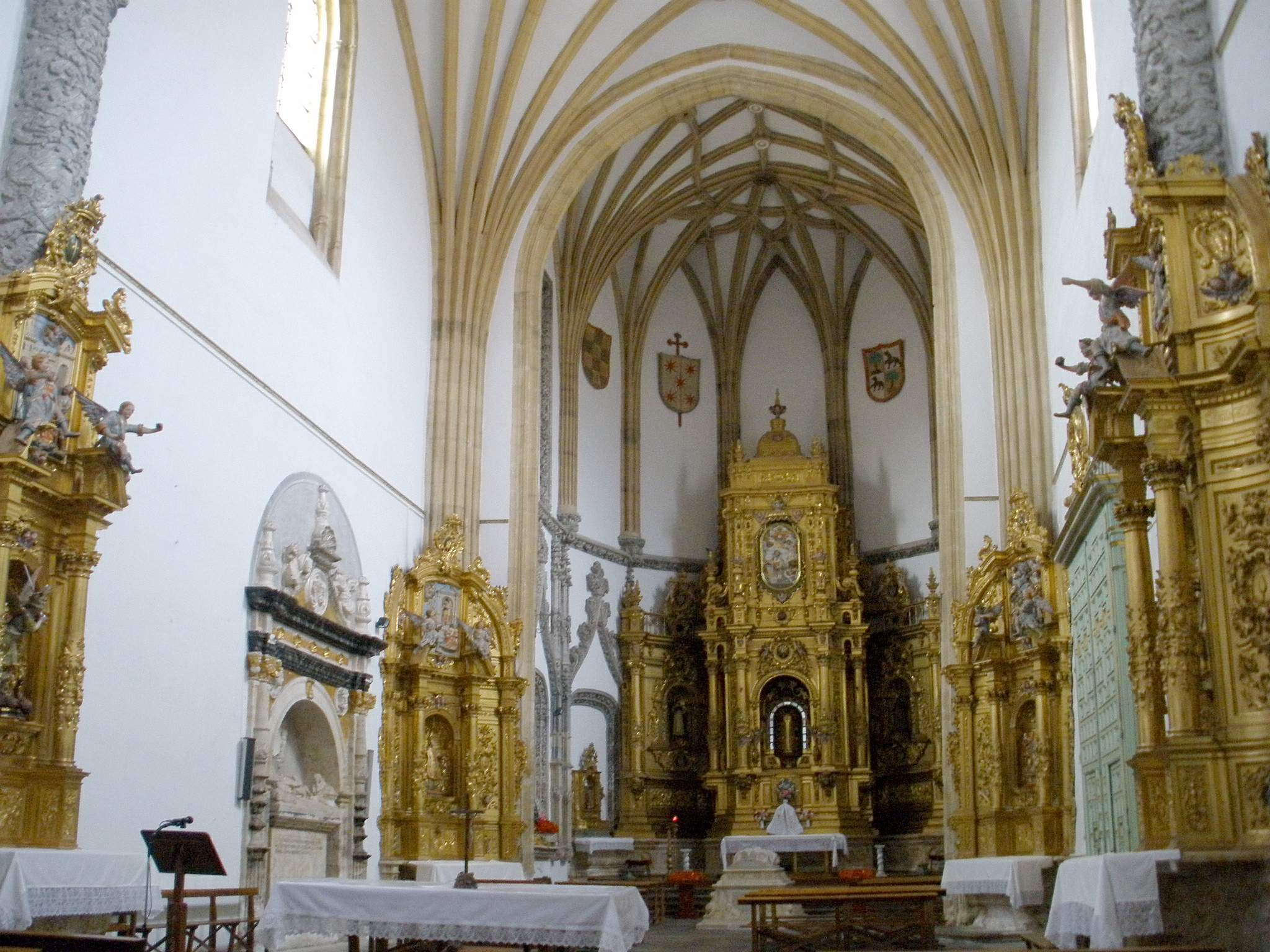
Interior de la iglesia

La planta de la iglesia se adecúa a la doble función de la misma como templo monacal y espacio funerario. Se trata de una iglesia de una sola nave sin capillas en los laterales con un doble coro, alto y bajo, situado a los pies del mismo reservado para la comunidad de religiosas, mientras que la nave sería de uso de los fieles. La cabecera del templo es el lugar destinado al enterramiento del fundador, albergando en el centro la tumba de Alonso II de Fonseca y las hornacinas del ábside poligonal las de sus familiares. Actualmente estas hornacinas están ocupadas por las imágenes con las que la Seráfica Hermandad de Nazarenos del Santísimo Cristo de la Agonía procesiona desde esta iglesia la tarde del Jueves Santo. 
La capilla se cubre con bóveda de cruceria estrellada. Cuatro de los cinco paños del ábside ostentan los escudos de los cuatro apellidos del fundador: Acevedo, Fonseca, Ulloa y Maldonado.
Exteriormente el ábside se presenta rematado por una interesante crestería calada de estilo hispano flamenco y pináculos desmochados que sirven de base a un tejado superpuesto. Antes de la reforma del edificio en el siglo XVII, en la que se desmocharon los pináculos, el edificio debía presentar una silueta semejante a la de la Cartuja de Miraflores, en Burgos.

### Retablo
Construido en el siglo XVIII por Miguel Martínez, sustituyó a uno anterior renacentista del que se exponen varias tablas en el museo del convento. Destaca el relieve de la Anunciación en la parte alta y el manifestador abridero rodeado de espejo bajo éste.

### Sepulcro de Alonso II de Fonseca

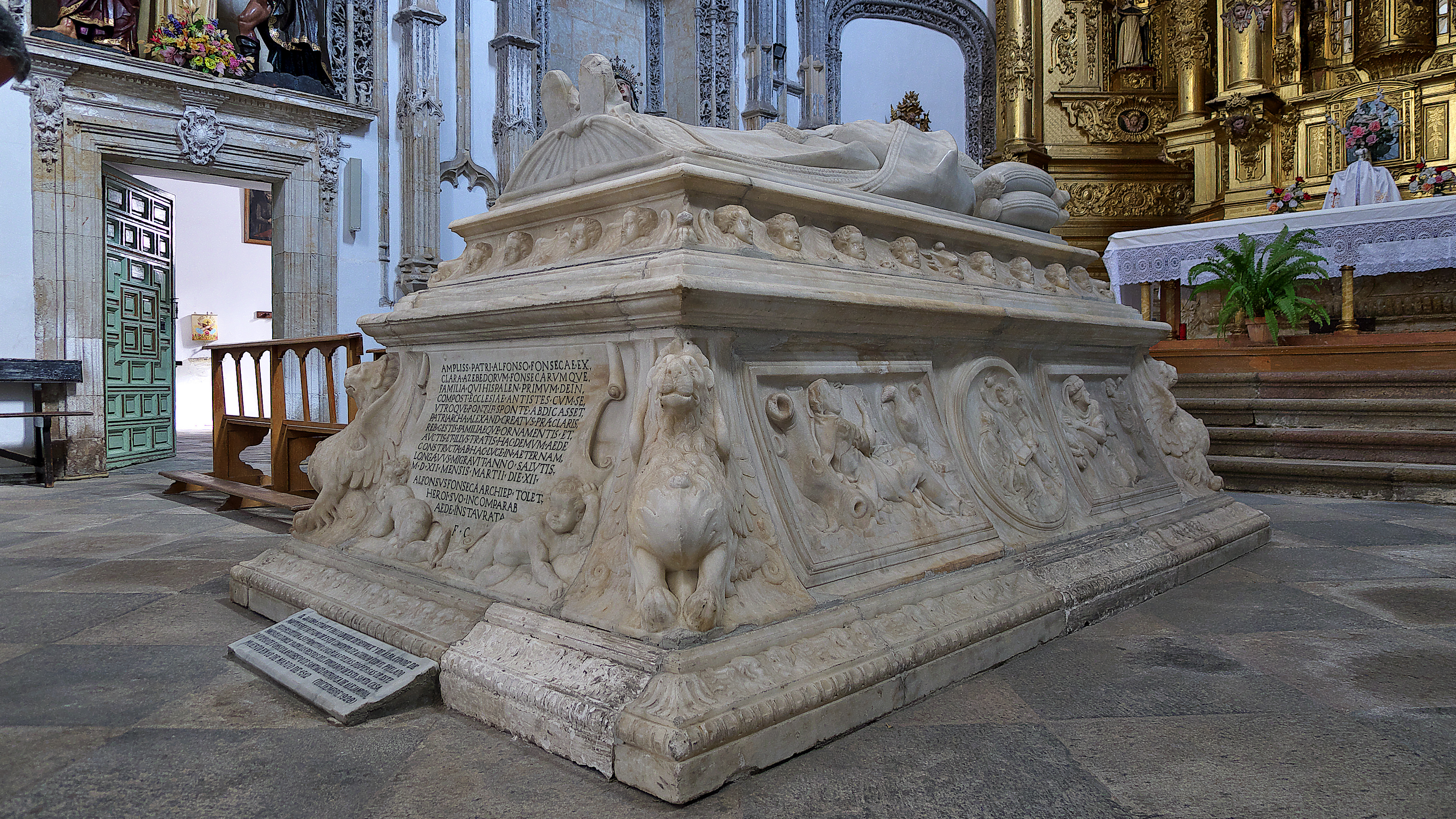
Sepulcro del arzobispo Alonso de Fonseca y Acevedo

Situado en el centro de la nave a los pies de la capilla mayor es obra de Diego de Siloé en 1529, tallado en mármol de la Sierra de los Filabres. Alonso II de Fonseca había muerto en 1512, fue su hijo Alonso III de Fonseca quien encargó el proyecto del monumento funerario que, tras el examen por parte del entonces arcediano de Salamanca y rector de la Universidad, Juan de Cañizares, realizó Diego de Siloé en la ciudad de Granada. 
En el cuerpo bajo presenta medallones con la Anunciación y Santiago en la batalla de Clavijo custodiados por los evangelistas. También aparecen niños con escudos y en las esquinas leones alados. Corona el sepulcro un zócalo con querubines sobre el que aparece la figura yacente del arzobispo revestido y con la cruz patriarcal en sus manos.

### Claustros
El convento posee dos claustros, de los que el llamado "de las Flores" es el más reseñable, reformado por Jerónimo García de Quiñones en torno a 1790, conservando los antepechos tardogóticos del anterior. En el claustro destaca la Sala Capitular, con interesante portada del círculo de la Catedral de Toledo, y la Capilla de la Divina Pastora, con vidriera hispanoflamenca representando la Coronación de la Virgen.

## Museo

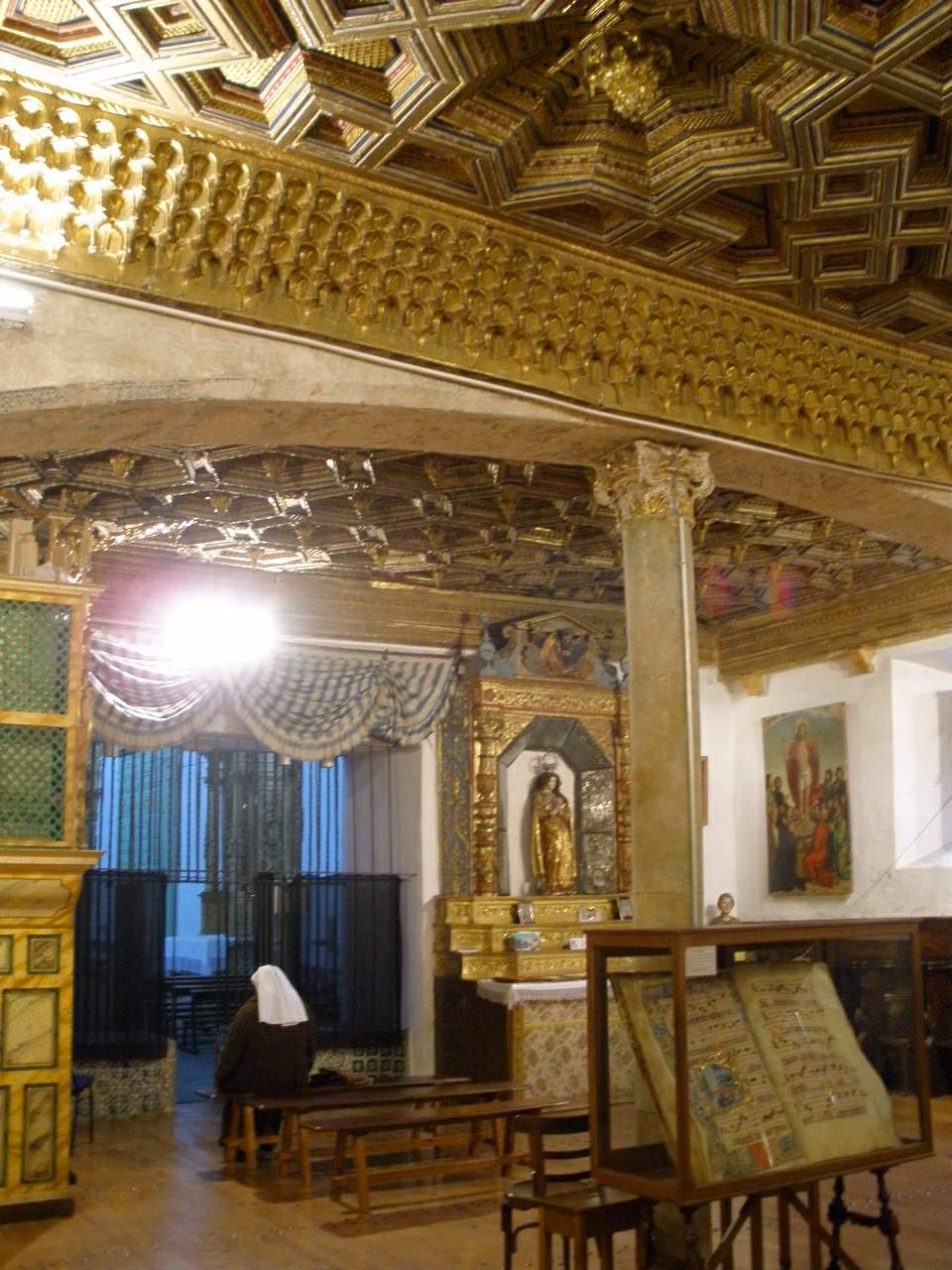
Espacio del coro bajo que alberga el museo

Desde 1968 cuenta con un pequeño e interesante museo instalado en el coro bajo de la iglesia. La marcha de las religiosas en abril de 2018 propició que la Fundación Las Edades del Hombre gestionase el edificio y se encargase de reorganizar su musealización.
En octubre de 2019 se reinauguró el museo, ya reorganizado, con una selección de las obras más destacadas del convento como son una pintura con la Matanza de los inocentes y la Presentación de Jesús en el Templo provenientes de un retablo y obra de García Fernández, una serie de tablas de Juan de Borgoña que proceden del antiguo retablo del convento y un altar en rinconera con pinturas del taller de Luis de Morales. También se incluye en la nave de la Iglesia la exposición temporal de la obra Ciudad de las Torres del artista contemporáneo Miquel Navarro.
Tras el cierre por el estado de alarma decretado por la pandemia del coronavirus, el museo reabrió sus puertas incorporando a la visita turística el Claustro de las Flores.